# Zubeikî, Jovkva
Zubeikî (în ucraineană Зубейки) este un sat în comuna Pidlissea din raionul Jovkva, regiunea Liov, Ucraina.

## Demografie
Componența lingvistică a localității Zubeikî
     Ucraineană (100%)
Conform recensământului din 2001, toată populația localității Zubeikî era vorbitoare de ucraineană (100%).